# Liste der Baudenkmale in Oberkrämer
In der Liste der Baudenkmale in Oberkrämer sind alle Baudenkmale der brandenburgischen Gemeinde Oberkrämer und ihrer Ortsteile aufgelistet. Grundlage ist die Veröffentlichung der Landesdenkmalliste mit dem Stand vom 31. Dezember 2020.

## Baudenkmale in den Ortsteilen
In den Spalten befinden sich folgende Informationen:
- ID-Nr.: Die Nummer wird vom Brandenburgischen Landesamt für Denkmalpflege vergeben. Ein Link hinter der Nummer führt zum Eintrag über das Denkmal in der Denkmaldatenbank. In dieser Spalte kann sich zusätzlich das Wort Wikidata befinden, der entsprechende Link führt zu Angaben zu diesem Denkmal bei Wikidata.
- Lage: die Adresse des Denkmales und die geographischen Koordinaten. Link zu einem Kartenansichtstool, um Koordinaten zu setzen. In der Kartenansicht sind Denkmale ohne Koordinaten mit einem roten beziehungsweise orangen Marker dargestellt und können in der Karte gesetzt werden. Denkmale ohne Bild sind mit einem blauen bzw. roten Marker gekennzeichnet, Denkmale mit Bild mit einem grünen beziehungsweise orangen Marker.
- Bezeichnung: Bezeichnung in den offiziellen Listen des Brandenburgischen Landesamtes für Denkmalpflege. Ein Link hinter der Bezeichnung führt zum Wikipedia-Artikel über das Denkmal.
- Beschreibung: die Beschreibung des Denkmales
- Bild: ein Bild des Denkmales und gegebenenfalls einen Link zu weiteren Fotos des Baudenkmals im Medienarchiv Wikimedia Commons

### Bärenklau
| ID-Nr.            | Lage                      | Bezeichnung                                      | Beschreibung                                                                        | Bild                                             |
| ----------------- | ------------------------- | ------------------------------------------------ | ----------------------------------------------------------------------------------- | ------------------------------------------------ |
| 09165012 Wikidata | Alte Dorfstraße (Lage)    | Dorfkirche                                       | Die Kirche wurde 1666 erbaut. Es ist ein sechseckiger Bau mit einem Sakristeianbau. | weitere Bilder                                   |
| 09165816          | Eichstädter Weg 23 (Lage) | Wohnhaus mit Wirtschaftsteil und Scheune         |                                                                                     | BW                                               |
| 09166100          | Remonteweg 3 (Lage)       | Inspektorhaus sowie Waagegebäude und Pflasterung |                                                                                     | Inspektorhaus sowie Waagegebäude und Pflasterung |

### Bötzow
| ID-Nr.   | Lage                     | Bezeichnung                                                                                               | Beschreibung | Bild           |
| -------- | ------------------------ | --- | --- | -------------- |
| 09150565 | (Lage)                   | Vier Flugzeughallen des ehemaligen Fliegerhorstes Schönwalde (siehe Schönwalde-Dorf, Landkreis Havelland) | | BW             |
| 09165666 | Dorfaue 46 (Lage)        | Gehöft, bestehend aus Wohnhaus und zwei Wirtschaftsgebäuden                                               | | BW             |
| 09165022 | Dorfaue 69 (Lage)        | Dorfkirche                                                                                                | Die Feldsteinkirche stammt aus der ersten Hälfte des 15. Jahrhunderts. Im Innern befinden sich unter anderem Wandmalereien aus der Zeit um 1430. | weitere Bilder |
| 09165021 | Friedhofstraße 65 (Lage) | Wohnhaus, Villa Wassili Luckhardt                                                                         | | BW             |

### Eichstädt
| ID-Nr.   | Lage                                                  | Bezeichnung                          | Beschreibung | Bild                                 |
| -------- | ----------------------------------------------------- | ------------------------------------ | --- | ------------------------------------ |
| 09165025 | Am Eichenring (Lage)                                  | Dorfkirche                           | Die heutige Kultur- und Kinderkirche wurde im 14. Jahrhundert erbaut. Es ist ein Bau aus Feldsteinen mit einem leicht eingezogenen Turm. Die Westempore stammt aus dem 17. Jahrhundert, die Kanzel und das Gestühl aus dem 18. Jahrhundert. | weitere Bilder                       |
| 09165870 | Südlich von „Am Eichenring 1“ auf dem Friedhof (Lage) | Friedhofskapelle                     | | BW                                   |
| 09165813 | Am Eichenring 52/54 (Lage)                            | Zwei Stallgebäude und ein Taubenhaus | | Zwei Stallgebäude und ein Taubenhaus |

### Klein-Ziethen
| ID-Nr.   | Lage                                                | Bezeichnung                   | Beschreibung | Bild                          |
| -------- | --------------------------------------------------- | ----------------------------- | ------------ | ----------------------------- |
| 09165076 | Am Dorfplatz zw. 11a und 12 / NO der Kapelle (Lage) | Bronzeglocke, im Glockenstuhl |              | Bronzeglocke, im Glockenstuhl |
| 09165749 | Am Dorfplatz 16 (Lage)                              | Speichergebäude               |              | Speichergebäude               |

### Marwitz
| ID-Nr.   | Lage                                | Bezeichnung                                                                                           | Beschreibung | Bild                                             |
| -------- | ----------------------------------- | --- | --- | ------------------------------------------------ |
| 09165845 | Bötzower Straße (Lage)              | Friedhofskapelle mit Allee und Gedenkkreuz                                                            | | BW                                               |
| 09165066 | Breite Straße (Lage)                | Dorfkirche                                                                                            | Die Saalkirche stammt aus dem Jahr 1767. Die Kirchenausstattung stammt einheitlich aus der Bauzeit. Sie umfasst außerdem eine Relieftafel mit einer Darstellung des Evangelisten Johannes aus der ersten Hälfte des 19. Jahrhunderts. | weitere Bilder                                   |
| 09165288 | Breite Straße 20 (Lage)             | Pfarrhaus mit Wirtschaftsgebäude und Einfriedung                                                      | | Pfarrhaus mit Wirtschaftsgebäude und Einfriedung |
| 09165841 | Breite Straße 21 (Lage)             | Zwei Wirtschaftsgebäude und ein Taubenhaus                                                            | | Zwei Wirtschaftsgebäude und ein Taubenhaus       |
| 09165844 | Breite Straße 22 (Lage)             | Taubenhaus                                                                                            | | Taubenhaus                                       |
| 09165469 | Breite Straße 24 (Lage)             | Wohnhaus                                                                                              | | Wohnhaus                                         |
| 09165290 | Breite Straße 67 (Lage)             | Schule mit Wirtschaftsgebäude                                                                         | | BW                                               |
| 09165289 | Breite Straße 68 (Lage)             | Wohnhaus (so genanntes Küsterhaus) mit Pumpe                                                          | | BW                                               |
| 09165009 | Hedwig-Bollhagen-Straße 2, 4 (Lage) | HB-Werkstätten für Keramik, bestehend aus Wohn und Bürogebäude (Nr. 2) sowie Werkstattgebäude (Nr. 4) | Die HB-Werkstätten für Keramik wurden 1934 von Hedwig Bollhagen (1907–2001) und Heinrich Schild (1895–1978) gegründet. Hier wurde Gebrauchsgeschirr und Baukeramik hergestellt.                                                       | BW                                               |

### Schwante
| ID-Nr.   | Lage                                                   | Bezeichnung                                                              | Beschreibung | Bild                                                                     |
| -------- | ------------------------------------------------------ | ------------------------------------------------------------------------ | --- | ------------------------------------------------------------------------ |
| 09165123 | Dorfstraße (Lage)                                      | Dorfkirche                                                               | Die evangelische Kirche im barocken Stil wurde im Jahr 1780 erbaut. Im Inneren ein Triumphkruzifixus aus der Mitte des 15. Jahrhunderts und ein Holzkreuz aus dem Jahre 1599. | weitere Bilder                                                           |
| 09165869 | Dorfstraße 31 (Lage)                                   | Pfarrhaus mit Einfriedung                                                | | weitere Bilder                                                           |
| 09166112 | Dorfstraße 24 (Lage)                                   | Wohnhaus                                                                 | | Wohnhaus                                                                 |
| 09165122 | Schlossweg (Lage)                                      | Gutspark                                                                 | Der Landschaftspark wurde im 19. Jahrhundert angelegt. | Gutspark                                                                 |
| 09165121 | Schlossplatz 1–3 (Lage)                                | Gutshaus („Schloss“)                                                     | Das Gutshaus („Schloss“) wurde von 1741 bis 1743 für Erasmus Wilhelm von Redern und Catharina Elisabeth von Bredow erbaut.                                                    | Gutshaus („Schloss“)                                                     |
| 09165342 | Mühlenweg 37, 39, 41, 45, Am Wasserturm 1, 4, 6 (Lage) | Gutshof, bestehend aus Wasserturm, zwei Wirtschaftsgebäuden und Wohnhaus | | Gutshof, bestehend aus Wasserturm, zwei Wirtschaftsgebäuden und Wohnhaus |

### Sommerswalde
| ID-Nr.   | Lage                                               | Bezeichnung                                                                                                  | Beschreibung | Bild |
| -------- | -------------------------------------------------- | --- | --- | --- |
| 09165120 | Sommerswalder Chaussee 8, Sommerswalde 4, 5 (Lage) | Gutsanlage, bestehend aus Schloss (Nr. 8), Pferdestall, Orangerie, Bedienstetenhaus und Forsthaus (Nr. 4, 5) | Das Schloss mit seinen Nebengebäuden wurde 1888 bis 1891 für den Leutnant a. D. Friedrich August Richard Sommer durch die Berliner Architekten Hans Abesser und Jürgen Kröger errichtet. | Gutsanlage, bestehend aus Schloss (Nr. 8), Pferdestall, Orangerie, Bedienstetenhaus und Forsthaus (Nr. 4, 5) |
| 09165117 | Sommerwalde (Lage)                                 | Parkanlage                                                                                                   | | BW |

### Vehlefanz
| ID-Nr.   | Lage                         | Bezeichnung                                                                            | Beschreibung | Bild                                                                        |
| -------- | ---------------------------- | -------------------------------------------------------------------------------------- | --- | --------------------------------------------------------------------------- |
| 09165140 | Am Anger / Burgwall (Lage)   | Dorfkirche                                                                             | Die evangelische Dorfkirche stammt aus der zweiten Hälfte des 15. Jahrhunderts. Anfang des 18. Jahrhunderts wurde die Kirche zur Kreuzform erweitert.            | Dorfkirche                                                                  |
| 09165462 | Bärenklauer Straße 58 (Lage) | Bahnhof Vehlefanz, bestehend aus Empfangsgebäude, Güterschuppen und Stellwerkshäuschen | | weitere Bilder                                                              |
| 09165141 | Eichstädter Chaussee (Lage)  | Gedenkstein für Otto Borowski                                                          | | Gedenkstein für Otto Borowski                                               |
| 09165644 | Koppehof 11 (Lage)           | Speichergebäude                                                                        | | BW                                                                          |
| 09165632 | Lindenallee (Lage)           | Gefallenendenkmal                                                                      | | weitere Bilder                                                              |
| 09166098 | Lindenallee 8 (Lage)         | Getreidemühle und Hofpflasterung                                                       | | BW                                                                          |
| 09165382 | Lindenallee 28 (Lage)        | Pfarrhaus                                                                              | | Pfarrhaus                                                                   |
| 09165383 | Lindenallee 30 (Lage)        | Schule                                                                                 | | Schule                                                                      |
| 09165512 | Lindenallee 49 (Lage)        | Gehöft, bestehend aus Wohnhaus, zwei Wirtschaftsgebäuden und Hofpflasterung            | | Gehöft, bestehend aus Wohnhaus, zwei Wirtschaftsgebäuden und Hofpflasterung |
| 09165137 | Lindenallee 71 (Lage)        | Bockwindmühle                                                                          | | Bockwindmühle                                                               |
| 09165138 | Zum Alten Amtshaus (Lage)    | Backsteinturm der mittelalterlichen Burg                                               | Von der Burg Vehlefanz ist heute nur noch die Ruine eines Turmes mit einem kleinen Mauerstück aus Backsteinen von der Wasserburg des 14. Jahrhunderts vorhanden. | Backsteinturm der mittelalterlichen Burg                                    |
| 09165139 | Zum Alten Amtshaus 2 (Lage)  | Amtshaus                                                                               | | Amtshaus                                                                    |

### Wolfslake
| ID-Nr.   | Lage                                                  | Bezeichnung | Beschreibung | Bild      |
| -------- | ----------------------------------------------------- | ----------- | ------------ | --------- |
| 09165807 | südlich Perwenitzer Chaussee 6 / Am Krämerwald (Lage) | Wegweiser   |              | Wegweiser |